# Camera dell'Olocausto

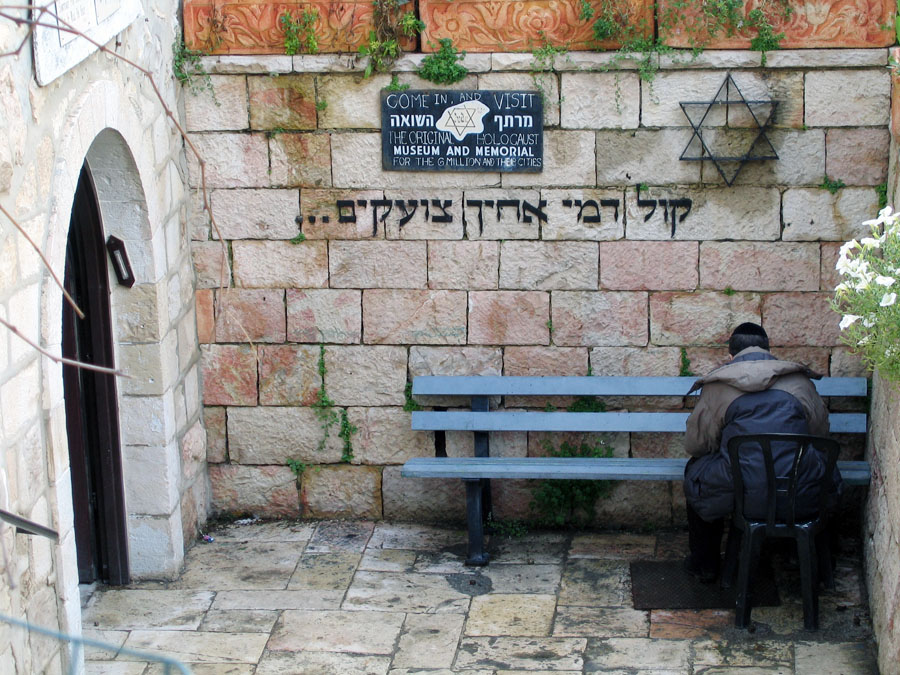
Ingresso del Museo.

La Camera dell'Olocausto (in ebraico: מרתף השואה, Martef HaShoa) è un piccolo museo dell'Olocausto situato sul monte Sion a Gerusalemme. È stato il primo museo dell'Olocausto in Israele.

## Storia

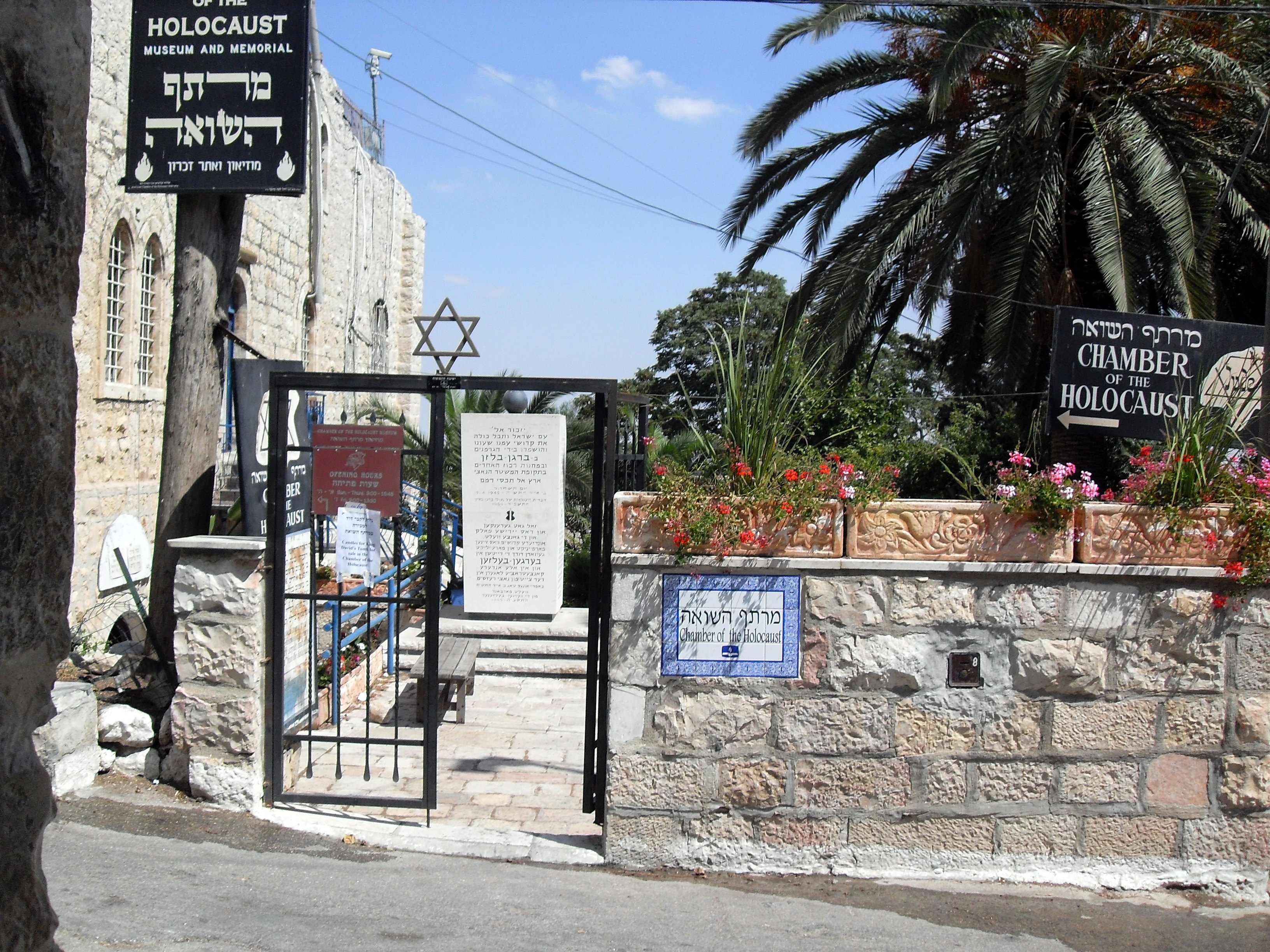
Ingresso della Camera dell'Olocausto.

Il memoriale fu inaugurato il 30 dicembre 1949 dal Ministero della Religione e dal suo Direttore Generale, il rabbino Samuel Zangvil Kahane, la cui competenza includeva il Monte Sion. Nello stesso anno, Kahane supervisionò la sepoltura in loco delle ceneri delle vittime del campo di concentramento di Oranienburg insieme ai rotoli della Torah recuperati, in precedenza profanati dai nazisti.
In contrasto con Yad Vashem, il museo ufficiale del governo commemorativo dell'Olocausto istituito nel 1953 sul monte Herzl (il sito che simboleggia la rinascita dopo la distruzione), il rabbino capo scelse il monte Sion come luogo per l'istituzione della Camera dell'Olocausto a motivo della sua vicinanza alla tomba di David, tomba che simbolicamente connota l'antica storia ebraica e la promessa di redenzione messianica.
L'atmosfera cupa del museo, le cui stanze sono umide e simili a caverne, sono illuminate dalla luce di una candela, per rappresentare l'Olocausto come una continuazione della "morte e distruzione" che affliggeva le comunità ebraiche in tutto il mondo.

## Descrizione
Il museo dispone di un ampio cortile e di dieci sale espositive. Le pareti del cortile, più diverse stanze e passaggi, sono ricoperte da targhe simili a lapidi, scritte in lingua ebraica, yiddish e inglese, commemorano più di 2.000 comunità ebraiche distrutte durante l'Olocausto. Queste targhe furono richieste dai sopravvissuti di quelle stesse comunità; i sopravvissuti celebrano qui la commemorazione dell'anniversario della distruzione della loro città.
Di seguito un esempio, accompagnato da una traduzione del testo:

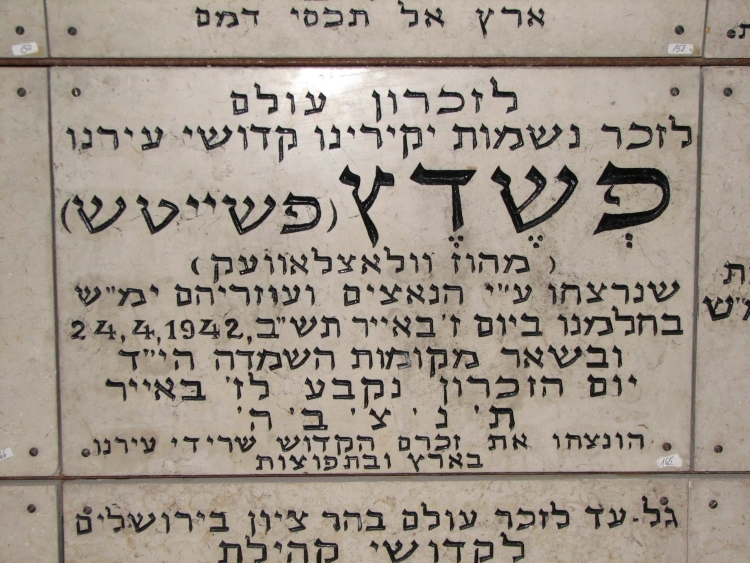

In memoria delle anime dei nostri cari amici, i martiri della nostra città

Przedecz (Pshaytsh)

( distretto di Włocławek )

assassinati dai nazisti e dai loro collaboratori, possano i loro nomi essere cancellati

a Chełmno il 7° giorno di Iyar, [5]742 [Anno Mundi], 24 aprile 1942

e negli altri luoghi di sterminio, che Dio vendichi il loro sangue

Il giorno della memoria fu stabilito come 7° giorno di Iyar

Possano le loro vite essere legate nel fascio dei vivi

La loro santa memoria immortalata dal sopravvissuti della nostra città

in Israele e nella diaspora.»

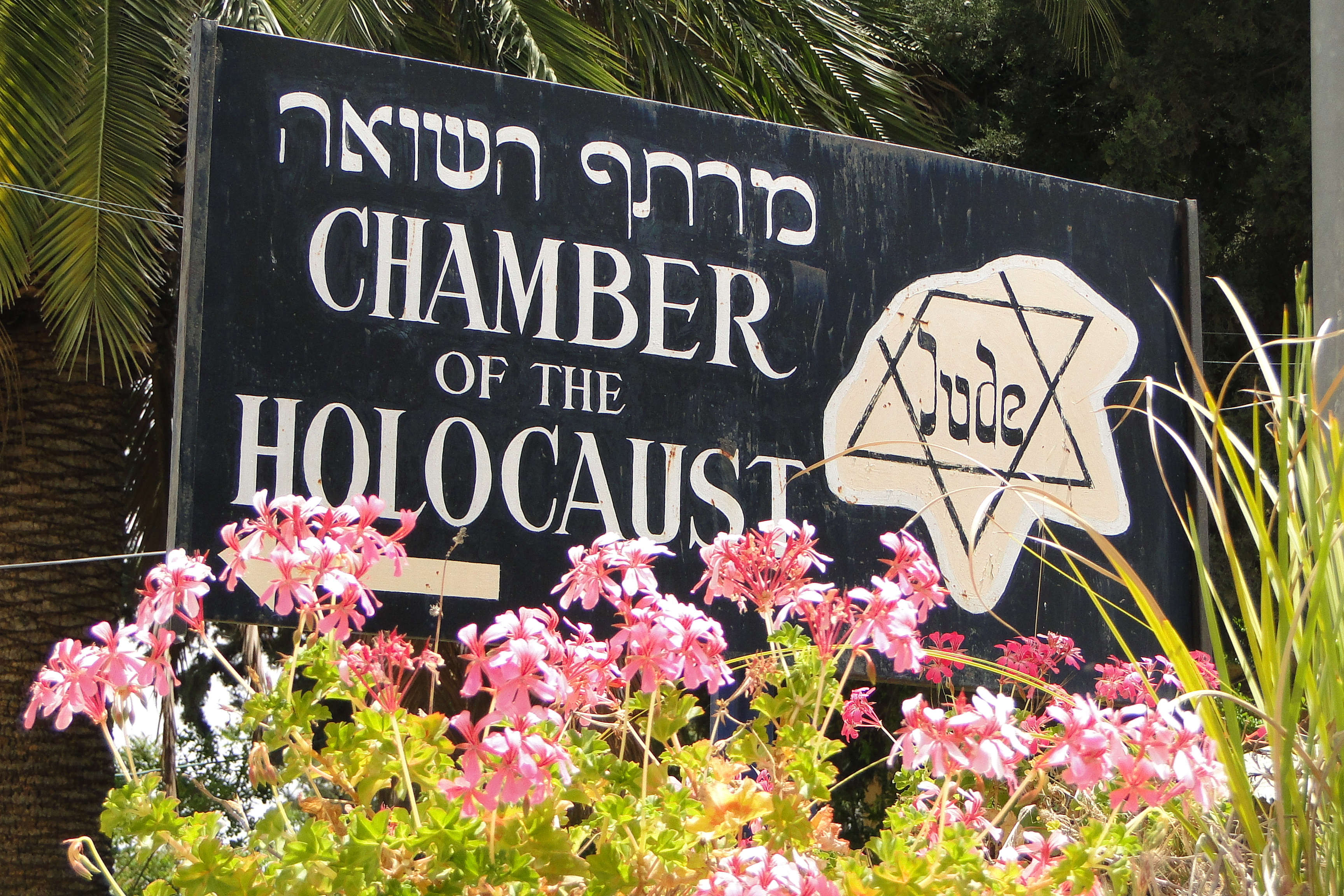
Indicazione all'esterno della tomba del re David a Gerusalemme.

Molte delle mostre del museo mostrano manufatti religiosi come il rotolo della Torah macchiato di sangue proveniente da Węgrów, in Polonia, e il libro di preghiere scritto a mano proveniente dal campo di concentramento di Buchenwald. Altre mostre includono "borse, suole di scarpe, tamburi e portafogli realizzati con le pergamene dei rotoli della Torah", un cappotto cucito con pergamene della Torah indossato da un ufficiale nazista, un'uniforme da prigioniero del campo di concentramento di Auschwitz, e una ricostruzione del forno utilizzato nei crematori dei campi di concentramento. Il museo comprende anche le urne con le ceneri delle vittime dell'Olocausto provenienti da 36 diversi campi di sterminio nazisti e il sapone "RIF" prodotto dai nazisti con il grasso umano. C'è anche una mostra sul neonazismo con una selezione dedicata alla letteratura antisemita moderna.